# 克利爾克里克鎮區 (愛荷華州基奧卡克縣)
克利爾克里克鎮區（英語：Clear Creek Township）是位於美國愛荷華州基奧卡克縣的一個行政鎮區。

## 地方資料
根據2010年美國人口普查的數據，克利爾克里克鎮區的面積為94.52平方千米，當中陸地面積為94.09平方千米，而水域面積為0.43平方千米。當地共有人口222人，而人口密度為每平方千米2.35人。